# Кадзідлова
Кадзідлова (пол. Kadzidłowa) — село в Польщі, у гміні Ґрабув Ленчицького повіту Лодзинського воєводства.
Населення — 257 осіб (2011).
У 1975-1998 роках село належало до Конінського воєводства.

## Демографія
Демографічна структура станом на 31 березня 2011 року:
|          | Загалом | Допрацездатний вік | Працездатний вік | Постпрацездатний вік |
| -------- | ------- | ------------------ | ---------------- | -------------------- |
| Чоловіки | 122     | 21                 | 87               | 14                   |
| Жінки    | 135     | 20                 | 81               | 34                   |
| Разом    | 257     | 41                 | 168              | 48                   |